# Diócesis de Kohima
La diócesis de Kohima (en latín: Dioecesis Kohimaensis y en inglés: Roman Catholic Diocese of Kohima) es una circunscripción eclesiástica de la Iglesia católica en India. Se trata de una diócesis latina, sufragánea de la arquidiócesis de Imfal. Desde el 16 de junio de 2011 su obispo es James Thoppil.

## Territorio y organización
La diócesis tiene 16 579 km² y extiende su jurisdicción sobre los fieles católicos de rito latino residentes en el estado de Nagaland.
La sede de la diócesis se encuentra en la ciudad de Kohima, en donde se halla la Catedral de María Auxiliadora.
En 2021 en la diócesis existían 55 parroquias.

## Historia
La diócesis de Kohima-Imfal fue erigida el 29 de enero de 1973 con la bula Christi iussum del papa Pablo VI, obteniendo el territorio de la diócesis de Dibrugarh.
El 28 de marzo de 1980 la diócesis se dividió en dos con la bula Cum Nos del papa Juan Pablo II, dando lugar a la diócesis de Imfal (hoy arquidiócesis) y la actual diócesis, que asumió su nombre actual.
Originalmente sufragánea de la arquidiócesis de Shillong, el 10 de julio de 1995 pasó a formar parte de la provincia eclesiástica de Imfal.

## Estadísticas
Según el Anuario Pontificio 2022 la diócesis tenía a fines de 2021 un total de 61 876 fieles bautizados.
| Año                                                                             | Población            | Población | Población      | Sacerdotes | Sacerdotes    | Sacerdotes    | Bautizados por sacerdote | Diáconos permanentes | Religiosos | Religiosos | Parroquias |
| Año                                                                             | Bautizados católicos | Total     | % de católicos | Total      | Clero secular | Clero regular | Bautizados por sacerdote | Diáconos permanentes | Varones    | Mujeres    | Parroquias |
| ------------------------------------------------------------------------------- | -------------------- | --------- | -------------- | ---------- | ------------- | ------------- | ------------------------ | -------------------- | ---------- | ---------- | ---------- |
| 1980                                                                            | 47 800               | 1 660 000 | 2.9            | 64         | 29            | 35            | 746                      |                      | 40         | 172        | 32         |
| 1990                                                                            | 33 826               | 785 000   | 4.3            | 78         | 25            | 53            | 433                      |                      | 143        | 170        | 26         |
| 1999                                                                            | 42 711               | 1 222 392 | 3.5            | 102        | 44            | 58            | 418                      |                      | 118        | 202        | 24         |
| 2000                                                                            | 44 459               | 1 241 065 | 3.6            | 114        | 47            | 67            | 389                      |                      | 126        | 236        | 24         |
| 2001                                                                            | 46 038               | 1 315 880 | 3.5            | 112        | 49            | 63            | 411                      |                      | 130        | 238        | 24         |
| 2002                                                                            | 48 196               | 1 988 636 | 2.4            | 116        | 51            | 65            | 415                      |                      | 125        | 240        | 24         |
| 2003                                                                            | 50 632               | 1 988 636 | 2.5            | 123        | 54            | 69            | 411                      |                      | 130        | 243        | 25         |
| 2004                                                                            | 50 873               | 1 990 300 | 2.6            | 131        | 57            | 74            | 388                      |                      | 122        | 248        | 32         |
| 2006                                                                            | 54 401               | 2 042 000 | 2.7            | 131        | 62            | 69            | 415                      |                      | 143        | 243        | 34         |
| 2013                                                                            | 55 968               | 2 243 000 | 2.5            | 157        | 81            | 76            | 356                      |                      | 142        | 327        | 44         |
| 2016                                                                            | 59 382               | 2 332 000 | 2.5            | 171        | 86            | 85            | 347                      |                      | 143        | 365        | 47         |
| 2019                                                                            | 61 731               | 2 427 000 | 2.5            | 182        | 85            | 97            | 339                      |                      | 163        | 462        | 52         |
| 2021                                                                            | 61 876               | 2 478 000 | 2.5            | 196        | 94            | 102           | 315                      |                      | 168        | 458        | 55         |
| Fuente: Catholic-Hierarchy, que a su vez toma los datos del Anuario Pontificio. |                      |           |                |            |               |               |                          |                      |            |            |            |

## Episcopologio
- Abraham Alangimattathil, S.D.B. † (29 de enero de 1973-11 de julio de 1996 renunció)
- Jose Mukala (24 de octubre de 1997-30 de octubre de 2009 renunció)
- James Thoppil, desde el 16 de junio de 2011